# Абита Спрингс (Луизијана)
Абита Спрингс (енгл. Abita Springs) град је у америчкој савезној држави Луизијана.

## Демографија
По попису из 2010. године број становника је 2.365, што је 408 (20,8%) становника више него 2000. године.
| Група             | 2000.         | 2010.         |
| Белци             | 1.842 (94,1%) | 2.116 (89,5%) |
| Афроамериканци    | 59 (3,0%)     | 106 (4,5%)    |
| Азијати           | 7 (0,4%)      | 7 (0,3%)      |
| Хиспаноамериканци | 35 (1,8%)     | 73 (3,1%)     |
| Укупно            | 1.957         | 2.365         |